# جيلهيرمي بيسولي
جيلهيرمي بيسولي (مواليد 9 يناير 1998) هو لاعب كرة قدم برازيلي يلعب في مركز المهاجم في نادي أتلتيكو باراناينسي.

## وصلات خارجية
- جيلهيرمي بيسولي على موقع قاعدة بيانات كرة القدم.إي يو (الإنجليزية)
- جيلهيرمي بيسولي على موقع Soccerway.com (الإنجليزية)
- جيلهيرمي بيسولي على موقع عالم كرة القدم.نت (الإنجليزية)